# Nyctemera albipuncta
Nyctemera albipuncta är en fjärilsart som beskrevs av Druce 1888. Nyctemera albipuncta ingår i släktet Nyctemera och familjen björnspinnare. Inga underarter finns listade i Catalogue of Life.